# Louis Béchereau
Pour les articles homonymes, voir Béchereau.
Louis Béchereau, né le 25 juillet 1880 à Plou (Cher) et mort le 18 mars 1970 à Paris, est un ingénieur aéronautique français, pionnier de l’aviation.

## Biographie

### Études et débuts dans l'aviation
Après avoir fréquenté l’École nationale professionnelle de Vierzon entre 1891 et 1896, il intègre l’École des arts et métiers (Angers, 1896), alors âgé de 16 ans à peine. Il était contemporain (entre autres) de Clément Ader, de Gabriel Voisin, de Wilbur Wright, de Henri Farman et de Louis Blériot.
Il termina ses études en 1901 et participa immédiatement avant son incorporation dans l'armée à une compétition de modèles réduits organisée par le journal L'Auto. Béchereau remporta le premier prix, un modèle fabriqué ensuite en série pour le compte des grands magasins parisiens.
Démobilisé en 1902, Béchereau rejoint un atelier de construction mécanique à Bezons, où il participe à la réalisation d'un prototype automobile conçu par Clément Ader. Il relatera[Où ?] ensuite souvent les essais de vols réalisés avec l'Éole ou l'Avion.
Un neveu[Qui ?] de Clément Ader avait créé en 1903 à Levallois la Société de construction d'appareils aériens (SCAA). Client de cette société en 1909, Armand Deperdussin lui avait confié la réalisation d'un avion qui fut par la suite exposé sous les verrières du Bon Marché en 1910. Deperdussin avait en effet créé entre-temps la société De Feure et Deperdussin (DFD) avec le designer Georges de Feure : sortirent des ateliers deux prototypes d'aéroplanes monoplans, le  Deperdussin-de Feure 1  et le Deperdussin-de Feure 2 : c'est ce dernier qui fut exposé au Bon Marché.

### À la SPAD
En janvier 1911 fut créée la Société de production des aéroplanes Deperdussin (SPAD), dont le bureau d'études (direction technique) fut confié au jeune Louis Béchereau, qui avait déjà travaillé avec De Feure sur deuxième prototype d'aéroplanes monoplans, comme l'atteste le dépôt de brevet n° 413 071 daté du 18 mai 1910. En 1911, l'un de ses collaborateurs était le pionnier néerlandais Frederick Koolhoven, futur directeur de British Deperdussin et constructeur de nombreux avions hollandais.
Béchereau conçut dès le départ des appareils dits « monocoques », au fuselage très aérodynamique. Cette caractéristique leur permettait d'atteindre des performances jusqu'alors inédites. Ses collaborateurs directs sont aussi des anciens de l'école des Arts et Métiers (« Gadzarts ») dont Louis Janoir, chef-pilote (Ch 1901) et André Herbemont (Ch 1909). Son concept révolutionnaire permit à la société Deperdussin de remporter plusieurs prix, dont la fameuse coupe aéronautique Gordon Bennett en 1912 avec Jules Védrines aux commandes.
À la suite de malversations financières de Deperdussin découvertes en août 1913, Louis Blériot reprit, au sein de Blériot Aéronautique, la société en 1914 en la rebaptisant Société pour l'aviation et ses dérivés, conservant par là-même le sigle SPAD. Louis Béchereau resta chef du bureau d'études et poursuivit le développement de nombreux appareils, dont le fameux SPAD S.XIII.
Pendant la Première Guerre mondiale, lorsque Georges Guynemer reçut son premier SPAD S.VII équipé d’un moteur Hispano-Suiza le 27 août 1916, il écrivit à Louis Béchereau dès le lendemain une lettre vantant les merveilles de ce nouvel avion : « L'appareil est merveilleux. J'ai grimpé à plus de 3000 mètres en 9 minutes à peine et j'ai exécuté plusieurs renversements complets, sans difficultés et sans que le moteur bafouille. Je passe ma journée dans mon taxi et je voudrais passer mon temps à le retourner dans tous les sens ». L'as du combat aérien Guynemer eut par la suite une correspondance technique très abondante avec Béchereau, qu'il appela « l’as des constructeurs ».
C'est d'ailleurs Guynemer, en présence du ministre de la Guerre Paul Painlevé, qui lui remit la médaille de chevalier de la Légion d'honneur le 12 juillet 1917 dans le grand hall de la l'usine Blériot-SPAD de Suresnes. L'aviateur déclare à l'ingénieur : « Vous avez donné la suprématie aérienne à votre pays, et vous aurez une grande part dans la victoire. C'est un splendide titre de gloire. C'est avec le sentiment de l'admiration et de la grande reconnaissance que nous vous devons tous, que je vous donne l'accolade ».

### Après la SPAD
En raison de relations dégradées avec Louis Blériot, Béchereau quitta ensuite la SPAD pour créer la Société des Avions Bernard (dite Société des trois B) avec Bernard et Birkigt (fondateur de la Société Hispano-Suiza), dont il devint directeur technique à la suite de Jean Hubert en 1928. Il collabora également avec la Société des moteurs Salmson et s'associa en 1931 avec le carrossier Jacques Kellner pour créer la société Kellner-Béchereau. À la veille de la Seconde Guerre mondiale, il conçut encore le monoplan embarqué Kellner-Béchereau E.60 destiné à la Marine nationale française, dont la destinée fut contrariée par les événements. L'usine fut détruite en 1942 par un bombardement et la société Kellner-Béchereau fusionna alors avec les Aéroplanes Morane-Saulnier. Béchereau en resta l'un des directeurs jusqu'à sa retraite en 1950. Il meurt le 18 mars 1970 à Paris. Il est inhumé à Mousseaux-sur-Seine, dans les Yvelines.

## Distinctions
- Chevalier de la Légion d'honneur (1917). La décoration lui est remise par le pilote Georges Guynemer, en présence du ministre de la Guerre Paul Painlevé[3].
- Commandeur de la Légion d'honneur (1966)
- Médaille de l'Aéronautique (1950)
- Médaille d'Or de l'Aéro-Club de France
- Prix Nessim-Habif (1966)
- Membre d'honneur de l'Union syndicales des industries aéronautiques
- Lauréat de l'Académie des sciences et du prix Arthur-du-Faÿ (1959)